# Turnaround
Turnaround е четвъртият студиен албум на ирландката група „Уестлайф“, издаден през ноември 2003. Албумът достига номер 1 както във Великобритания, така и в Ирландия. Продаден е в общо 752,583 хиляди копия и получава два пъти платинена сертификация. Това е послединят албум на групата с участието на Брайън МакФадън. Издадени са общо 3 сингъла: Hey Whatever, Mandy и Obvious.

## Списък с песните

### Оригинален траклист
1. Mandy – 3:21
2. Hey Whatever – 3:30
3. Heal – 3:08
4. Obvious – 3:32
5. When a Woman Loves a Man – 3:39
6. On My Shoulder – 3:58
7. Turn Around – 4:23
8. I Did It for You – 3:31
9. Thank You – 4:04
10. To Be with You – 3:22
11. Home – 4:06
12. Lost in You – 3:37
13. What Do They Know? – 3:20

### Японско издание
1. Never Knew I Was Losing You – 4:42

### Японско tour издание
1. I Won't Let You Down – 3:45
2. Singing Forever – 3:49
3. You See Friends (I See Lovers) – 4:11
4. I'm Missing Loving You – 4:05

### Делукс издание (VCD)
1. Mandy
2. If I Let You Go
3. My Love
4. Flying Without Wings
5. When You're Looking Like That
6. Swear It Again
7. I Have a Dream
8. Seasons in the Sun
9. Hey Whatever (видеоклип)